# Stichoplastoris longistylus
Stichoplastoris longistylus é uma espécie de aranha pertencente à família Theraphosidae (tarântulas).